# Campionato asiatico 2007 (hockey su pista)
Il Campionato asiatico di hockey su pista 2007 è stata l'undicesima edizione della massima competizione asiatica per le rappresentative di hockey su pista maschili maggiori e fu organizzata dalla CARS. La competizione si svolse dal 28 novembre al 1º dicembre 2007 ad Calcutta in India. 
La vittoria finale è andata alla nazionale di Macao che si è aggiudicata il torneo per la sesta volta nella sua storia.

## Formula
Il campionato asiatico 2007 vide la partecipazione di cinque nazionali asiatiche. La manifestazione fu organizzata tramite un girone all'italiana con gare di sola andata; erano assegnati tre punti per l'incontro vinto, un punto a testa per l'incontro pareggiato e zero la sconfitta. Al termine della prima fase le prime quattro squadre classificate disputarono le semifinali e le finali la cui vincitrici venne proclamata campione d'Asia.

## Squadre partecipanti
| Squadra       | Partecipazioni precedenti al torneo                             |
| ------------- | --------------------------------------------------------------- |
| Giappone      | 10 (1985, 1987, 1989, 1991, 1995, 1997, 1999, 2001, 2004, 2005) |
| India         | 10 (1985, 1987, 1989, 1991, 1995, 1997, 1999, 2001, 2004, 2005) |
| Macao         | 9 (1987, 1989, 1991, 1995, 1997, 1999, 2001, 2004, 2005)        |
| Pakistan      | 5 (1989, 1995, 1997, 1999, 2005)                                |
| Taipei cinese | 8 (1987, 1989, 1991, 1995, 1999, 2001, 2004, 2005)              |

Nota bene: nella sezione "partecipazioni precedenti al torneo" le date in grassetto indicano la squadra che ha vinto quell'edizione del torneo

## Svolgimento del torneo

### Prima fase
| Pos | Squadra       | Pt | G | V | N | P | GF | GS | DG  |
| --- | ------------- | -- | - | - | - | - | -- | -- | --- |
| 1.  | Macao         | 12 | 4 | 4 | 0 | 0 | 36 | 13 | +23 |
| 2.  | Giappone      | 6  | 4 | 2 | 0 | 2 | 15 | 15 | 0   |
| 3.  | India         | 6  | 3 | 2 | 0 | 1 | 12 | 17 | -5  |
| 4.  | Pakistan      | 1  | 4 | 0 | 1 | 3 | 13 | 23 | -10 |
| 5.  | Taipei cinese | 1  | 3 | 0 | 1 | 2 | 10 | 18 | -8  |

| Data        | Ora | Gara     | Gara | Gara          |
| ----------- | --- | -------- | ---- | ------------- |
| 28 novembre |     | India    | 4-2  | Giappone      |
| 28 novembre |     | Macao    | 10-3 | Taipei cinese |
| 29 novembre |     | India    | 4-3  | Pakistan      |
| 29 novembre |     | Giappone | 3-2  | Taipei cinese |
| 29 novembre |     | India    | 4-12 | Macao         |

| Data        | Ora | Gara     | Gara | Gara          |
| ----------- | --- | -------- | ---- | ------------- |
| 29 novembre |     | Giappone | 7-2  | Pakistan      |
| 30 novembre |     | India    | n.d. | Taipei cinese |
| 30 novembre |     | Macao    | 7-4  | Pakistan      |
| 30 novembre |     | Giappone | 3-7  | Macao         |
| 30 novembre |     | Pakistan | 5-5  | Taipei cinese |

### Fase finale
|  | Semifinali | Semifinali | Semifinali |          |       | Finale 1º posto | Finale 1º posto | Finale 1º posto |  |
|  |            |            |            |          |       |                 |                 |                 |  |
|  | 1          | Macao      | 10         |          |       |                 |                 |                 |  |
|  | 1          | Macao      | 10         |          |       |                 |                 |                 |  |
|  | 4          | Pakistan   | 4          |          |       |                 |                 |                 |  |
|  | 4          | Pakistan   | 4          |          | Macao | Macao           | 4               |                 |  |
|  |            |            |            |          | Macao | Macao           | 4               |                 |  |
|  |            |            | Giappone   | Giappone | 3     |                 |                 |                 |  |
|  | 2          | Giappone   | Giappone   | Giappone | 3     | 6               |                 |                 |  |
|  | 2          | Giappone   |            |          |       | 6               |                 |                 |  |
|  | 3          | India      | 2          |          |       | Finale 3º posto | Finale 3º posto | Finale 3º posto |  |
|  | 3          | India      | 2          |          |       |                 |                 |                 |  |
|  |            |            |            |          |       |                 |                 |                 |  |
|  |            |            |            |          |       | Pakistan        | Pakistan        | 4               |  |
|  |            |            |            |          |       | Pakistan        | Pakistan        | 4               |  |
|  |            |            |            |          |       | India           | India           | 8               |  |